# Phalaeops somalicus
Phalaeops somalicus là một loài nhện trong họ Pisauridae.
Loài này thuộc chi Phalaeops. Phalaeops somalicus được Carl Friedrich Roewer miêu tả năm 1955.